# Anne-Marie Thiesse
Anne-Marie Thiesse, née en 1955, est une chercheuse en études littéraires et historienne française spécialiste de l'histoire culturelle de l'Europe contemporaine. Elle s'intéresse au rapport entre littérature et politique aux XVIIIe-XXIe siècles. Elle est directrice de recherches au CNRS au sein de l'équipe Transferts culturels du laboratoire Pays germaniques de Paris depuis 2008. En 2020, elle reçoit la médaille d'argent du CNRS.

## Biographie
Elle effectue ses études à l'École normale supérieure de jeunes filles entre 1975 et 1980. En 1978, elle obtient son agrégation de lettres modernes. Elle soutient sa thèse de doctorat en 1981 à l'université Sorbonne-Nouvelle puis sa thèse de doctorat ès lettres en 1990 à l'université Lumière-Lyon-II. Elle enseigne pendant 2 ans en secondaire entre 1980 et 1982 puis se tourne vers la recherche. Elle entre au CNRS en 1982 en tant que chargée de recherche. En 1991, elle devient directrice de recherche et en 2008 elle rejoint l'équipe Transferts culturels laboratoire Pays germaniques de Paris. En 2020, elle reçoit la médaille d'argent du CNRS,. Ses travaux portent sur l'identité nationale et régionale en Europe et sur la fiction et culture de masse dans l’Europe contemporaine.

## Publications
- La Fabrique de l’Écrivain national, entre littérature et politique, Paris, Gallimard, « Bibliothèque des Histoires », 2019, 448 p.  (ISBN 9782072789960)
- The Transnational Creation of National Arts and Crafts in 19th-Century Europe, Antwerpen, NISE, 2013.  (ISBN 9082167107).
- Faire les Français, quelle identité nationale ? Paris : Stock, 2010, 200 p. Collection Parti pris,  (ISBN 2234064953) (Traduction en catalan :França, .Quina Identitat Nacional ?, Valence, Afers, Collection « El Mon de les Nacions », 2017, 144p.  (ISBN 978-84-9134-055-3))
- Francia y la cuestión de la identidad nacional. Mexico : Instituto Mora, 2010, 130 p.,  (ISBN 978-607-7613-52-7)
- La Création des identités nationales. Europe, 18e-20e siècle. Paris : Editions du Seuil, 1999, 291 pages. Collection « L’Univers Historique".  (ISBN 978-2-02-034247-6)
- Ils apprenaient la France, l’exaltation des régions dans le discours patriotique. Paris : Editions de la Maison des Sciences de l’homme, 1997, 160 pages. Collection Ethnologie de la France.  (ISBN 2-7351-0737-X)
- Écrire la France, le mouvement littéraire régionaliste de la Belle Époque à la Libération, Presses Universitaires de France, 1991, 314 pages. Collection : Ethnologies.  (ISBN 2130433960) ;  (ISBN 978-2130433965)
- La Terre Promue, Nouveaux habitants et gens du pays dans les villages du Valois. Asnières sur Oise : Fondation Royaumont, 1986. 250 pages. Collab. Michel Bozon.  (ISBN 978-2-900925-13-3)
- Le Roman du quotidien : lecteurs et lectures populaires à la Belle-Époque, Paris, Le Chemin vert, coll. « Le Temps et la mémoire », 1984, 270 p. (ISBN 2-903533-11-3, présentation en ligne), [présentation en ligne]. Réédition : Le Roman du quotidien : lecteurs et lectures populaires à la Belle-Époque, Paris, Seuil, coll. « Points » (no 277), 2000, 283 p., poche (ISBN 2-02-040434-6).
- La Plaine et la Route, mémoire populaire du Pays de France et du Vexin français. Asnières sur Oise : Fondation Royaumont. 1982, 100 pages. Collab. Michel Bozon.,  (ISBN 978-2863490112)

## Récompenses et honneurs
- 2020 : Médaille d'argent du CNRS[6]
- 1983 : Médaille de bronze du CNRS[3]
- 1990 : Bourse de la fondation Alexander-von-Humboldt à l'Université Eberhard Karl de Tübingen[3]